# Gare de Komárom
La gare de Komárom (en hongrois : Komárom vasútállomás) est une gare ferroviaire hongroise, située à Komárom.